# Liste von Tanzfilmen

## A
- A Chorus Line (1985)
- A Time For Dancing (2000)
- Als du Abschied nahmst (1944)
- Always a Bridesmaid (1943)
- Ein Amerikaner in Paris (1951)
- Anna – Der Film
- Another Cinderella Story (2008)
- Außer Rand und Band (1956)

## B
- B-Girl (2009) – Regie: Emily Dell
- Babes on Broadway (1941) – Busby Berkeley
- Ballerina (Faith, 1990) – Regie: Ted Mather
- Ballet Shoes (2007)
- Battle of the Year (2013)
- Beat Street (1984)
- Beat the World (2011)
- Die Benny Goodman Story (The Benny Goodman Story, 1956)
- Billy Elliot (2000)
- Black Swan (2010)
- Bodas de sangre (1981)
- Boogie-Doodle (1948)
- Boogie Woogie (1945)
- Boogie Woogie (1960)
- Boogie Woogie Blues (1948)
- Boogie Woogie Bugle Boy of Company 'B' (1941)
- Bootmen (2000)
- Break Dance Sensation 84 (1984)
- Breakin’ (1984)
- Breakout (2007)
- Buck Privates (1941)
- Bundle Of Joy (1956)
- Burlesque (2010)

## C
- Call of the Jitterbug (1988)
- Calypso Heat Wave (1957)
- Camp Rock (2008)
- Camp Rock 2: The Final Jam (2010)
- Carmen (1983)
- Carnival Rock (1957)
- Cats (1998)
- Center Stage (2000)
- Center Stage: Turn It Up (2008)
- Center Stage: On Pointe (2016)
- Chicago (2002)
- College Humor (1933)
- Coppelia (2021) – Regie: Jeff Tudor, Steven De Beul, Ben Tesseur
- Coyote Ugly (2000)
- Crazy House (1943)

## D
- Dance Academy – Tanz deinen Traum! (2010–2013)
- Dance Academy – Das Comeback (Dance Academy: The Movie, 2017) – Regie: Jeffrey Walker
- Dance Flick – Der allerletzte Tanzfilm (2009)
- Dance Hall (1941)
- Dance with Me (1998)
- Dance! Jeder Traum beginnt mit dem ersten Schritt (2006)
- Darf ich bitten? (Shall we dance?, 2004)
- Dirty Dancing (1987)
- Dirty Dancing 2 (2004)
- Don’t Knock The Rock (1956)
- Du sollst mein Glücksstern sein (Singin’ in the Rain, 1952) – Regie: Stanley Donen, Gene Kelly

## E
- Ein Kuß zuviel (1942)
- El amor brujo (1967)

## F
- Fados (2007)
- Fame – Der Weg zum Ruhm (1980)
- Fame (Remake) (2009)
- Fast Forward – Sie kannten nur ein Ziel (1985)
- First Position – Ballett ist ihr Leben (2011)
- Five Dances (2013)
- Flashdance (1983)
- Footloose (1984)
- Footloose (2011) (Remake)
- Four Jills In A Jeep (1944)
- Frühlingsrausch (1942)

## G
- Gene Broadway – Tanz … oder Liebe? (2007)
- George White’s Scandals of 1934 (1934)
- George White’s Scandles of 1935 (1935)
- George White’s Scandals of 1945 (1945)
- Ghost Catchers (1944)
- Girls United (2001)
- Girls United Again (Bring It On Again, 2004)
- Girls United – Alles oder Nichts (Bring It On: All or Nothing, 2006)
- Girls United – Alles auf Sieg (Bring It On: In It to Win It , 2008)
- Girls United – Gib Alles! (Bring It On: Fight to the Finish, 2009)
- Girls United – Der große Showdown (2017)
- Die Glenn Miller Story (1953)
- Go for it (2011)
- Grease (1978)
- Grease 2 (1982)

## H
- Hair (1979)
- Hairspray (1988)
- Hairspray (2007)
- Ein Häuschen im Himmel (Cabin in the Sky, 1943)
- Heartbeats (2017) – Regie: Duane Adler
- Heavenly Bodies – Himmlische Körper (1985)
- Heiße Rhythmen in Chicago (1940)
- Helden im Sattel (1942)
- Here Come the Waves (1944)
- High School Musical (2006)
- High School Musical 2 (2007)
- High School Musical 3: Senior Year (2008)
- Hold That Coed (1938)
- Hollywood Canteen (1944)
- Honey (2003)
- Honey 2 – Lass keinen Move aus (2011)
- Honey 3 – Der Beat des Lebens (2016)
- Honey 4 – Lebe Deinen Traum (2018)
- Hot Chocolates (1941)
- How She Move (2008)

## I
- Ich tanz’ mich in dein Herz hinein (1935)
- In der Hölle ist der Teufel los! (1941)
- Into the Beat – Dein Herz tanzt (2020)
- Irene (1940)

## J
- Jittering Jitterbugs (1938)
- Jitterbugs (1943)
- Jive Junction (1943)
- Juke Joint (1947)
- Juke Box Rhythm (1959)
- Jump In! (2007)
- Junior Prom (1946)

## K
- Die Kameliendame (1987)
- Kick It with Samba – Heiße Rhythmen, große Liebe (Mad About Mambo) (2000)
- Kid Dynamite (1943)
- Killer Diller (1948)

## L
- Lady Be Good (1941)
- Lambada – Der verbotene Tanz (1990)
- Lambada – Set the Night on Fire (1990)
- Le Bal – Der Tanzpalast (1983)
- Das Leben ein Tanz (2022)
- Let’s Make Music (1940)
- Liebe und Eis 3 (2008)
- Liebe und Eis 2 (2006)
- Live in Movement (2011)
- Lord of the Dance (1997)
- Love N’ Dancing (2009)

## M
- Magic Mike (2012)
- Magic Mike XXL (2015)
- Make It Happen (2008)
- Make Mine Music (1946)
- Mamma Mia! (2008)
- Die Marx Brothers: Ein Tag beim Rennen (1937)
- Mary Poppins (1964)
- Mein Leben – Ein Tanz (La Chana) (2016)
- Meine Lieder – meine Träume (1965)
- Mit Lippenstift und Eiscreme (Girls just want to have fun) (1985)
- Moonwalker (1988)
- Moulin Rouge
- Mr. Rock & Roll (1957)
- Musik, Musik (Holiday Inn) (1942)
- Mystery In Swing (1940)

## N
- Naughty But Nice (1939)
- Neneh Superstar (2022) – Regie: Ramzi Ben Sliman
- Nine (2009)
- Nora (2008)
- Nur Pferden gibt man den Gnadenschuß (1969)

## O
- On the Beat (2011)
- One Last Dance (2003)
- Orchestra Wives (1942)

## P
- Playmates (1941)
- Passengers (1999)
- Pina (2011)
- The Prisoner Of Swing (1938)

## R
- Radio City Revels (1938)
- Raise Your Voice – Lebe deinen Traum (2004)
- Rhythm Is It! (2004)
- Rock It! (2010)
- Die roten Schuhe (1948)
- Running Wild (1955)

## S
- Salsa (1989)
- Saturday Night Fever (1977)
- Save the Last Dance (2001)
- Save the Last Dance 2 (2007)
- Schwanensee (1966)
- Shag – More Dancing (1989)
- Shall we dance? (1996)
- Sing – Die Brooklyn-Story (1989)
- Spectacular! (2009)
- Start Cheering (1938)
- Staying Alive (1983)
- Step Up (2006)
- Step Up to the Streets (2008)
- Step Up 3D (2010)
- Step Up: Miami Heat (2012)
- Step Up: All In (2014)
- Stepping High
- Stepping Out (1991)
- Stomp the Yard (2007)
- Stomp the Yard 2 – Homecoming (2010)
- Stomping at the Savoy (1993)
- Street Dance (1984)
- StreetDance 3D (2010)
- StreetDance 2 (2012)
- StreetDance Kids (2013)
- StreetDance NewYork (2016)
- Street Style (You Got Served) (2004)
- Strictly Ballroom – Die gegen alle Regeln tanzen (1992)
- Summer Stock (1950)
- Sun Valley Serenade (1941)
- Sunday School Musical (2008)
- Swing Fever (1944)
- Swing Kids (1993)
- Swing, Sister, Swing (1938)
- Der sympathische Hochstapler (Living It Up) (1954)

## T
- Tanz mit der Zeit (2007)
- Der Tänzer auf den Stufen (Stormy Weather) (1943)
- Tanzträume (2010)
- Test (2013)
- That Certain Feeling (1956)
- That’s Dancing! (1985)
- The Company – Das Ensemble (2003)
- The Dancer (2000)
- The Gang’s All Here (1943)
- The Girl Can’t Help It (1956)
- The Horn Blows at Midnight (1945)
- The LXD (2010)
- The Miracle of Morgan’s Creek (1943)
- The Powers Girl (1942)
- Till the End of Time (1946)
- Turn It Loose (2009)
- Turn the Beat Around (2011)
- Twice Blessed (1945)

## U
- Untamed Youth (1957)

## V
- Vorhang auf! (1953)

## W
- West Side Story (1961)
- White Nights – Die Nacht der Entscheidung (1985)

## X
- Xanadu (1980)

## Y
- Young Ideas (1943)
- Yuli (2018)

## Z
- Zeuge der Anklage (1942)